# Зильберштейн, Эльза
Эльза Зильберштейн (фр. Elsa Zylberstein; род. 16 октября 1968, Франция) — французская актриса.

## Биография
Эльза Флоренс Зильберштейн родилась 16 октября 1968 в Булонь-Бийанкуре, тогда — одном из пригородов Парижа, в семье польского еврея, физика Альберта Зильберштейна и его жены католички Лилиан Шенар. С детства Эльза активно увлекалась танцами и несколько лет посещала специализированные учебные заведения. После обучения у Франсиса Юстера (фр.) в Cours Florent пыталась поступить в Национальную Консерваторию драматического искусства, но провалила экзамены.
После неудачной попытки поступить в Консерваторию Эльза Зильберштейн посещала кастинги и в конце 1980-х годов сыграла несколько незначительных эпизодических ролей в кино. В 1991 году попала на отбор Мориса Пиалы, который предложил ей первую большую роль в своём историко-биографическом фильме «Ван Гог», за которую в 1992 году актриса получила Приз Мишеля Симона (фр.) на кинофестивале «Актёры экрана» (фр.) и впервые номинировалась на кинопремию «Сезар», как самая перспективная актриса.
Настоящее признание зрителей и критиков актрисе принесла роль в фильме 1993 года «Мина Танненбаум», за которую она была удостоена Премии Роми Шнайдер.
В 1994 году Эльза Зильберштейн снялась в биографической драме Жерара Корбьо «Фаринелли-кастрат», которая получила премию «Золотой глобус» и была номинирована на «Оскар» в категории за лучший фильм на иностранном языке. Сыграла также роль Сюзанны Валадон в фильме «Лотрек» (фр.) и неофициальную жену художника Модильяни Жанну Эбютерн в ленте 2004 года «Модильяни».
В конце 1990-х годов Зильберштейн сыграла роль Рашель в ленте Рауля Руиса «Обретённое время» (фр. Le Temps retrouvé) — довольно удачной и тепло воспринятой критиками адаптации одноимённой новеллы Марселя Пруста.
В 2006 году Зильбершейн сыграла Матильду, ортодоксальную еврейскую женщину, столкнувшуюся с проблемами брака в ленте «Маленький Иерусалим» (фр.), за что была номинирована, как лучшая актриса, на премию «Хрустальный глобус» от французской прессы. В 2008 году актриса сыграла в двух фильмах, которые были представлены на Берлинском кинофестивале: «Я так давно тебя люблю» и «Фабрика чувств». За роль в первом, Зильберштейн была удостоена премии «Сезар», как лучшая актриса второго плана.
Кроме работы в кино Эльза Зильберштейн также играет на театральной сцене.
В 2017 году Уголовный суд Парижа приговорил её к трем месяцам лишения свободы условно и штрафу в размере 1500 евро за то, что она сбила 89-летнюю женщину, когда управляла автомобилем без прав, а затем скрылась с места происшествия.

## Фильмография
| Год       | Название                            | Оригинальное название                  | Роль                              |
| --------- | ----------------------------------- | -------------------------------------- | --------------------------------- |
| 1991      | Ван Гог                             | Van Gogh                               | Кэти                              |
| 1992-1993 | Приключения молодого Индианы Джонса | The Young Indiana Jones Chronicles     | Телефонистка, в титрах не указана |
| 1994      | Фаринелли-кастрат                   | Farinelli. Il Castrato                 | Александра                        |
| 1995      | Джефферсон в Париже                 | Jefferson in Paris                     | Адрианна де Лафайет               |
| 1997      | Метролэнд                           | Metroland                              | Аника                             |
| 1997      | XXL                                 | XXL                                    | Арлетт Стерн                      |
| 1998      | Мужчина как женщина                 | L'homme est une femme comme les autres | Розали Бауманн                    |
| 1998      | Лотрек                              | Lautrec                                | Сюзанна Валадон                   |
| 1999      | Обретённое время                    | Le Temps retrouvé                      | Рахиль                            |
| 2000      | Любовное сражение во сне            | Combat d'amour en songe                | Лукреция / Джессика / султанша    |
| 2003      | Месье N.                            | Monsieur N.                            | Альбина де Монтолон               |
| 2003      | Три слепые мыши                     | 3 Blind Mice                           | Натали                            |
| 2003      | Тот день                            | Ce jour-là                             | Ливия                             |
| 2003      | Проигравший забирает все            | Qui perd gagne!                        | Анжель Берштейн                   |
| 2004      | Модильяни                           | Modigliani                             | Жанна Эбютерн                     |
| 2005      | Маленький Иерусалим                 | La petite Jérusalem                    | Матильда                          |
| 2006      | Братство камня                      | Le Concile de Pierre                   | Кларис                            |
| 2006      | Убийства на семейном вечере         | Petits meurtres en famille             | Эдит                              |
| 2007      | Детства                             | Enfances                               | Мать Ингмара Бергмана             |
| 2008      | Я так давно тебя люблю              | Il y a longtemps que je t'aime         | Леа                               |
| 2008      | Фабрика чувств                      | La fabrique des sentiments             | Элоиза                            |
| 2008      | Двойная неверность                  | La double inconstance                  | Фламиния                          |
| 2008      | Эта ночь                            | Nuit de Chien                          | Мария де Соуза                    |
| 2011      | Злоключения кассирши                | Les tribulations d'une caissière       | Мари                              |
| 2012      | Линии Веллингтона                   | Linhas de Wellington                   | Сестра Корделия                   |
| 2014      | Другая Бовари                       | Gemma Bovery                           | Виззи                             |
| 2015      | Один плюс одна                      | Un + Une                               | Анна Хамон                        |
| 2015      | Цена желания                        | The Price of Desire                    | Ромэйн Брукс                      |
| 2016      | Мешок мрамора                       | Un sac de billes                       | Анна Иоффо                        |
| 2017      | Безумные соседи                     | À bras ouverts                         | Дафна Фужероль                    |
| 2017      | 12 мелодий любви                    | Chacun sa vie                          | Графиня                           |
| 2018      | Бельканто                           | Bel Canto                              | Эдит Тибо                         |
| 2018      | Попробуй подкати                    | Tout le monde debout                   | Мари                              |
| 2019      | Селфи                               | Selfie                                 | Бетина                            |
| 2019      | Мечтаю только о тебе                | Je ne rêve que de vous                 | Янот Райхенбах                    |
| 2020      | Прелестные                          | Adorables                              | Эмма                              |
| 2020      | Безумный уик-энд                    | Tout nous sourit                       | Одри Поттье                       |
| 2020      | В ожидании Ани                      | Waiting for Anya                       | мама Джо                          |
| 2021      | Симона: Путешествие века            | Simone, le voyage du siècle            | Симона Вейль, продюсер            |
| 2022      | Большой баг                         | Bigbug                                 | Алис                              |
| 2022      | Шампанского!                        | Champagne!                             | Ромэн                             |
| 2023      | Клуб Зеро                           | Club Zero                              | мать Эльзы                        |
| 2023      | Великая ирония                      | Coup de Chance                         | Кэролайн Блан                     |